# Firmin d'Uzès
Saint Firmin est le quatrième évêque d'Uzès, 538 à 553. Sa fête est le 11 octobre (natalice).

## Chronologie
| ca. 480. | Il naît probablement à Narbonne, fils de Tonantius Ferreolus, sénateur à Narbonne et d'Industria. |
| ca. 492. | Âgé de douze ans, il vient auprès de son parent Ruricius, patrice et évêque. Les premières interprétations des Acta Firmini ont considéré qu'il s'agissait de Roricius d’Uzès, étant donné que Firmin lui succède dans cette ville. Seulement, Roricius est évêque d’Uzès de 533 à 538, ce qui rend cette interprétation chronologiquement improbable. Considérer qu'il s'agit de Ruricius évêque de Limoges de 484 à 507 est plus pertinent. |
| 538.     | Il succède ensuite à Roricius d'Uzès. |
| 538.     | Il souscrit aux quatrième et cinquième conciles d'Orléans. |
| 551.     | Il assiste au deuxième concile de Paris. — L'évêché d'Uzès passe sous la métropole d'Arles. |
| 553.     | Il meurt le 11 octobre. — Il fut inhumé dans l'église Saint-Baudile qu'il avait fait construire à Uzès, au nord de la ville et qui prit plus tard le nom de Saint-Firmin. L'église a été entièrement détruite en 1621 lors des guerres de Religion. |

Son nom figure au calendrier français des fleuristes 2011.